# Granasztói György
Granasztói György (Budapest, 1938. március 28. – Budapest, 2016. augusztus 9.) magyar történész, egyetemi tanár,  Magyar Tudományos Akadémia doktora, a Nemzeti Emlékhely és Kegyeleti Bizottság tagja, haláláig a Corvin-lánc Iroda vezetője.

## Életpályája
Diplomáját 1961-ben szerezte történelem–francia szakon, majd 1968 és 1983 között a Magyar Tudományos Akadémia Történettudományi Intézetének tudományos főmunkatársa lett. 1988-ban megalapította az Atelier elnevezésű magyar-francia posztgraduális műhelyt, amelyet egészen 2007-ig irányított.
1990 és 1994 között a NATO-hoz is akkreditált belgiumi és luxemburgi nagykövet. 1999 és 2006 között a Teleki László Intézet igazgatója. 2001-től egyetemi tanár. A Közép és Kelet-Európai Történelem és Társadalom Kutatásáért Közalapítvány Emlékpontok elnevezésű európai uniós projektjében a Felsőoktatási Integrációs Testület tagjaként vállalt szerepet.
Tudományos tevékenysége mellett Orbán Viktor miniszterelnök főtanácsadója. Szakterülete a társadalomtörténet, a történeti demográfia és a várostörténet. 2013-tól a Közép- és Kelet-európai Történelem és Társadalom Kutatásáért Közalapítvány kuratóriumának tagja.

## Főbb művei
- A középkori magyar város; Gondolat, Budapest, 1980 (Magyar história)
- Mozgás, rákok!; Kozmosz Könyvek, Budapest, 1984
- Mi történik itt?; Magyar Szemle Alapítvány, Budapest, 2003 (Magyar szemle könyvek)
- A barokk győzelme Nagyszombatban. Tér és társadalom, 1579–1711; Akadémiai, Budapest, 2004
- A városi élet keretei a feudális kori Magyarországon. Kassa társadalma a 16. század derekán; Korall, Budapest, 2012 (Korall társadalomtörténeti monográfiák)
- Granasztói György 75. Magyar szemle, Hungarian review; Magyar Szemle Alapítvány, Budapest, 2013 (Magyar szemle könyvek)
- Szabados szabadság. Granasztói György válogatott írásai; vál. Granasztói Olga, Granasztói Péter, szerk. Stamler Ábel, Granasztói Olga, Kodolányi Gyula, szöveggond. Kiss István; Magyar Szemle Alapítvány, Budapest, 2018 (Magyar szemle könyvek)

## Díjai elismerései
- A Francia Köztársaság Nemzeti Érdemrendje lovagkeresztje (1997)
- Köztársasági Elnöki Érdemérem (2005)
- Francia Becsületrend lovagja (2009)
- A Magyar Érdemrend középkeresztje a csillaggal (2015)

## A róla elnevezett díj
A Granasztói György-díj – a Kárpát-medence magyar műemlékeiért elnevezésű kitüntetés, 14 centiméter átmérőjű, fa keretbe foglalt plakett, amely Paál Sándor tűzzománc művész alkotása. Pénzjutalommal nem jár. A díj létrehozója a Teleki László Alapítvány, Kuratóriuma évente egy alkalommal adományozza azt. Először, 2016-ban Káldi Gyula kapta.